# Michael Zelle
Michael Zelle (* 1967 in Minden) ist ein deutscher Archäologe und Direktor des Lippischen Landesmuseums.

## Leben
Nach dem Abitur studierte Zelle Klassische Archäologie, Alte Geschichte sowie Ur- und Frühgeschichte an der Universität Münster, in London und der Universität Perugia. 1993 wurde er in Münster promoviert. Anschließend war er in Xanten, Köln und Krefeld tätig. 2009 war er für die Ausstellung „Mythos – 2000 Jahre Varusschlacht“ im lippischen Landesmuseum verantwortlich.
2011 trat er die Nachfolge von Rainer Springhorn als Direktor des Lippischen Landesmuseums an.

## Veröffentlichungen (Auswahl)
- Die Terra Sigillata aus der Westtor-Nekropole in Assos (= Asia-Minor-Studien 27). Habelt, Bonn 1997, ISBN 3-7749-2797-9 (Dissertation).
- Das Matronenheiligtum auf der Insula 20. In: Tatort CUT, Die Spur führt nach Xanten. Köln 1995, ISBN 3-7927-1503-1, S. 106–118.
- mit Anita Rieche und Hans-Joachim Schalles (Hrsg.): Grabung – Forschung – Präsentation. Festschrift Gundolf Precht (= Xantener Berichte, Band 12). Zabern, Mainz 2002, ISBN 3-8053-2960-1.
- Die römischen Wand- und Deckenmalereien in Gelduba. Edition Archaea, Gelsenkirchen; Schwelm 2006, ISBN 978-3-89972-700-5.
- (Hrsg.): Terra incognita? Die nördlichen Mittelgebirge im Spannungsfeld römischer und germanischer Politik um Christi Geburt. Akten des Kolloquiums im Lippischen Landesmuseum Detmold vom 17. bis 19. Juni 2004. Zabern, Mainz 2008, ISBN 978-3-8053-3632-1.
- mit Heide Barmeyer, Hermann Niebuhr (Hrsg.): Lippische Geschichte. 2 Bände. Michael Imhof, Petersberg 2019, ISBN 978-3-7319-0607-0.